# Лига Содружества 2024
Лига Содружества 2024 — футбольный турнир, проходящий с 30 марта по 18 октября 2024 года. В турнире принимают участие команды из аннексированных Россией регионов Украины.

## Формат турнира
Турнир проходит в 2 круга, где 10 команд сыграют по системе «каждый с каждым».
В турнире принимают участие команды из Крыма, Севастополя, Херсонской области, а также из Луганской и Донецкой республик.
Все матчи первого круга проходят на стадионах Крымского полуострова (в основном, в Евпатории и в Севастополе).

## Участники турнира
| Команда                              | Регион             | Главный тренер    | Примечание |
| ------------------------------------ | ------------------ | ----------------- | --- |
| «Гвардеец» (Донецк)                  | ДНР                | Юрий Ященко       | Основан в 2018 году. Чемпион ДНР 2018, 2019, 2020, 2021, 2023. Серебряный призёр Кубка Содружества 2023          |
| «Олимпия-Новатор» (Мариуполь)        | ДНР                | Андрей Пилипенко  | Основан в 2022 году                                                                                              |
| «Шахтёр» (Донецк)                    | ДНР                | Игорь Король      | Основан в 2015 году                                                                                              |
| «Динамо» (Луганск)                   | ЛНР                | Иван Зубахин      | Основан в 2023 году. Чемпион Кубка Содружества 2023                                                              |
| «Заря Луганск»                       | ЛНР                | Александр Малыгин | Основан в 2023 году                                                                                              |
| «Шахтёр» (Свердловск)                | ЛНР                | Василий Ломака    | Основан в 2015 году. Чемпион ЛНР 2018 и 2021. Бронзовый призёр Кубка Содружества 2023                            |
| «Фрегат» (Херсонская область)        | Херсонская область | Андрей Добрянский | Основан в 2023 году                                                                                              |
| ЧФ «Черноморец» (Севастополь)        | Севастополь        | Денис Ходаков     | Основан в 2012 году как СК ЧФ (Спортивный клуб Черноморского флота).                                             |
| «Академия футбола Крыма» (Евпатория) | Республика Крым    | Эльдар Ибрагимов  | Основан в 2020 году                                                                                              |
| «Севастополь-2» (Севастополь)        | Севастополь        | Александр Сучу    | Основан в 2024 году и является фарм-клубом созданного в 2014 году ФК «Севастополь», участника Второй лиги России |

## Турнирная таблица
Итоговая таблица:
| М  | Команда                              | И  | В  | Н | П  | Мячи    | ±   | О  | Примечания   |
| -- | ------------------------------------ | -- | -- | - | -- | ------- | --- | -- | ------------ |
| 1  | ЧФ «Черноморец» (Севастополь)        | 18 | 12 | 3 | 3  | 38 − 19 | +19 | 39 | Чемпион      |
| 2  | «Динамо» (Луганск)                   | 18 | 11 | 4 | 3  | 34 − 22 | +12 | 37 | Второе место |
| 3  | «Заря Луганск» (Луганск)             | 18 | 8  | 7 | 3  | 35 − 20 | +15 | 31 | Третье место |
| 4  | «Гвардеец» (Донецк)                  | 18 | 8  | 5 | 5  | 32 − 26 | +6  | 29 |              |
| 5  | «Фрегат» (Херсонская область)        | 18 | 7  | 4 | 7  | 24 − 24 | 0   | 25 |              |
| 6  | «Шахтёр» (Донецк)                    | 18 | 6  | 4 | 8  | 32 − 36 | −4  | 22 |              |
| 7  | «Севастополь-2» (Севастополь)        | 18 | 6  | 1 | 11 | 28 − 35 | −7  | 19 |              |
| 8  | «Академия футбола Крыма» (Евпатория) | 18 | 4  | 6 | 8  | 32 − 37 | −5  | 18 |              |
| 9  | «Шахтёр» (Свердловск)                | 18 | 4  | 3 | 11 | 21 − 40 | −19 | 15 |              |
| 10 | «Олимпия-Новатор» (Мариуполь)        | 18 | 3  | 5 | 10 | 17 − 34 | −17 | 14 |              |

## Бомбардиры
- Арсен Гафаров (ЧФ «Черноморец» Севастополь) — 14 голов.
- Антон Бугорский («Заря Луганск») — 10 голов.
- Михаил Захаров («Динамо» Луганск) — 9 голов.

## Лучшие игроки и тренеры
Для определения лучших в каждой номинации клубы-участники провели голосование.
- лучший тренер — Иван Олегович Зубахин (посмертно) — ФК «Динамо» (Луганск)
- лучший вратарь — Андрей Милевский — ФК ЧФ «Черноморец» (Севастополь)
- лучший защитник — Роман Шостка — ФК «Заря Луганск» (Луганск)
- лучший полузащитник — Никита Батуков — ФК «Шахтёр» (Свердловск)
- лучший нападающий — Антон Бугорский — ФК «Заря Луганск» (Луганск)
- лучший игрок турнира — Арсен Гафаров — ФК ЧФ «Черноморец» (Севастополь)